# 尼古拉·伊万诺维奇·基巴利契奇
尼古拉·伊万诺维奇·基巴利契奇（俄语：Николай Иванович Кибальчич；1853年10月19日—1881年4月3日）是一位来自乌克兰的俄罗斯革命家暨火箭先驱，曾作为爆炸专家参与了民意党人对沙皇亚历山大二世的刺杀。他也是革命家维克托·塞尔日的叔叔。

## 早年生活
1853年基巴利契出生于切尔尼戈夫省（现今属乌克兰）科罗普市，是一位正统教区牧师的儿子。曾就读于圣彼得堡国立交通大学，做过脉冲火箭推进方面的实验，1873年转入外科医学学院。

## 简介

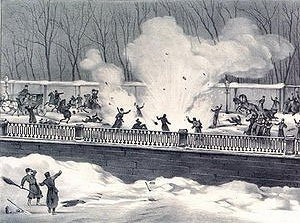
叶卡捷琳娜运河堤岸行刺现场

1875年10月到1878年6月，基巴利契奇因向农民出借禁书而被捕， 在监禁2个月后，被判关入基辅卢基安尼夫斯卡监狱3年。
出狱后，他加入了土地与自由组织中自由或死亡小组，后来成为民意党执行委员会代理，是党内的一位爆炸专家，1881年3月被指控参与暗杀亚历山大二世的活动。
从2月28日到3月1日，基巴利契奇和他的助手-舰队中尉苏霍纳诺夫及米哈伊·格拉切沃斯基都在连夜赶制含硝酸胺烈性葛里炸药的炸弹。民意党人必须抓紧时间，因为原本直接向亚历山大二世扔炸弹的安德烈·热里亚包夫已于2月27日被捕。原计划如果沙皇侥幸躲过炸弹的袭击，热里亚包夫将改用匕首杀了他。尽管2月份就出现了警方已在采取行动等令人震惊的谣传，但热里亚包夫在暗杀前夕的被捕完全出乎意料。在此之前没有人向民意党人发出过警告，整
个计划已处于万分危急之中。基巴利契奇的一位线人，曾经常为民意党人聚会提供警报的第三（安全）部门文件审查助理实际上在1月末就遭逮捕。
到3月1日早上，四颗炸弹已准备就绪。他们中的一位于1881年3月1日在圣彼得堡叶卡捷琳娜运河堤岸炸死了亚历山大二世。基巴利契奇则在3月17日被捕。
当他的指定辩护律师来见他时，V.N.热拉尔在向上院特别委员会报告时说：「让我首先感到惊讶的是，他的脑子里充满了与眼下审判毫无关系的完全不同的东西，他似乎沉浸在对某种航空器具的研究中，渴望能写下发现中涉及的复杂难懂的数学计算。他写下了这些东西并已把它们交给了当局」。
在他狱中所记录的笔记中，基巴利契奇提出了一种载人的喷气飞行器。他研究了固体火箭发动机设计，通过改变发动机角度来控制飞行，该笔记的日期是3月23日，他所做的这一科学研究真正是处在死亡门槛。
3月26日，宪兵司令科马罗夫将军在一份发给警方的报告中说：“依据牧师之子，犯叛国罪的尼古拉·基巴利契奇请求，我有幸地目睹了他设计的航空装置”。
该报告简要地叙述了3月1日所收到的资料以及现在不宜将它们转交科学家审核以免引起不必要的非议云云。基巴利契奇的设计最终被装入一个信封、密封归档。发明者被告知，他的设计已提交给科学家们审核。
基巴利契奇一直在等待他们的答复，到3月31日，距行刑前两了，基巴利契奇又给内政部长写了一封信：“经阁下指示，我已提交了航空器设计，以供技术委员会审议。阁下能否准许让我在明天上午前与任何审核该设计的委员们见个面或至少在明天前让我看一看对该设计的书面审核答复。
请阁下能允许我，在死之前与所有被审判的同志或至少与热里亚包夫和佩罗夫斯卡娅见个面”，但他所有的要求最后都未被理睬。

## 死刑与遗产

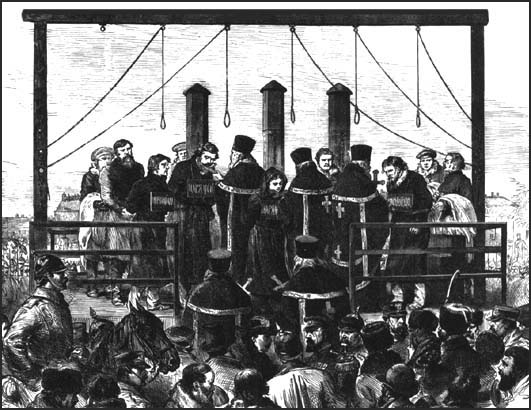
基巴利契奇与其它革命者一起被执行绞刑

4月3日7时50分，在一个阳光明媚的春天早晨，所有死刑犯们分坐二辆马拉囚车带离了所拘押的夏帕勒尔纳亚街监狱。热里亚包夫坐在第一辆囚车上，旁边上是第一个将炸弹扔进亚历山大二世马车，但被捕叛后招供出所有同伙的雷萨科夫。基巴利契奇、佩罗夫斯卡娅和米哈伊洛夫则一起在第二辆囚车上。所有犯人的手脚都被绑在座位上，每人胸前挂着白字黑底的“弑君”招牌。
囚车在卫队簇拥下驶入谢苗诺夫校场，这里有一个以绞刑台为中心的方阵，四周布满哥萨克骑兵、宪兵及近卫军步兵，总数达一万二千名。刽子手为囚徒松了绑，让他们一个个走上绞刑台，重新用铁链将他们分别系在耻辱柱上。五名神父手持十字架，登上绞刑台，对死囚们临终慰勉。热里亚包夫、基巴利契奇、米海洛夫在单调的鼓声中与索菲亚亲吻告别。雷萨科夫最后一个走向索菲亚。索菲亚遽然变色，猛地扭头，不肯接受叛徒的亲吻。连官方报纸也承认：罪犯们显得相当镇定，特别是索菲亚、基巴利契奇和热里亚包夫。
俄而鼓声大作，囚徒们被套上白色尸衣，9时21分，刽子手踢掉了基巴利契奇脚下的脚架，在他之后米哈伊洛夫、佩罗夫斯卡娅、热里亚包夫和雷萨科夫都被一一处死。
因此，基巴利契奇和索菲娅佩·罗夫斯卡娅、安德烈·热里亚包夫、尼古拉·雷萨科夫和季莫费·米哈伊洛夫等民意党谋杀者们都被绞死于1881年4月3日。
基巴利契奇死后，它的家族在拒绝了沙皇的改姓要求后，遭受到一连串恐怖的打击报复。家族中所有男孩都被学校开除，并被派去当兵。
半年后，因无法承受攻击和迫害 ，他的兄弟姐妹相继离世，但针对基巴利契奇家乡的这场风暴仍未平息，法令规定科罗普镇禁止建造房屋，他们只能为自己建一所教堂，一生都要为他们的这位同胞赎罪。
基巴利契奇在最后的信件中所提到的发明，与它27岁的发明者一样，结局悲惨。该发明被长期掩埋在警察部门的档案中，但沙皇当局无法将发明者的名字及他的想法完全抹灭掉。
对民粹主义者的审判和处决激起了全世界的反响，国外大量流传和报导着有关基巴利契奇发明，以及这一发明的本质和后续命运的猜想。1917年，尼古拉·雷宁重新在档案中发现了他的手稿，并将这一情况发表在1918年的《历史》（«Былое»）杂志上。
1891年德国工程师赫尔曼·甘斯文特独立研发出了类似的方案。二战后，斯塔尼斯拉夫·乌拉姆在研制猎户座计划中，提出了一种核脉冲推进方案，
1970年国际天文联合会以该位火箭先驱的名字命名了位于月球背面北纬3.0°、西经146.5°的基巴利契奇环形山。

### 最后的遗书
我，尼古拉·基巴利契奇，在将被行刑前数天，于狱中写下这个设计。我相信我的设想是切实可行的，它将会得到科学家和专家们肯定的信念支撑着我在这恐惧的环境下坚持下去。我很高兴能为我的国家和人类作出巨大的贡献。我将会平静地面对死亡，因为我知道，我的设想不会随我而去，而是会与我准备为之牺牲的人们在一起。这就是为什么我要为那些审核我的设想的科学家们祈祷的原因，他们会以最严肃和真诚的态度对待它，并让我尽快知道答案。
首先，我需要指出，总体上，我没有时间详细阐述我的设计，并在数学上证明它的可行性。现在，我也当然不可能获得必要的材料。因此，充实并进行数学验证的任务都将落到的那些审核的专家们来完成。
另外，我不掌握最近出现的类似设计，也就是说，我知道这些设计背后的想法，但我不了解发明者们要实现它们的方式。据我所知，我的这一设想现今尚没有别人提出过。
在对这一航空器的思索中，我主要集中在这一问题上：为了使该机器运转起来，必须施加什么样力量？在我看来，只有缓慢燃烧的爆炸性物质，才可以提供这样的力量。

事实上，爆炸性物质燃烧导致的大量气体会产生巨大的能量。但能利用爆炸性燃烧所产生的气体能量来完成持续的工作吗？只有长时间持续而非瞬间产生的爆炸性能量，才可能实现这一目标。